# پومپیانا
پومپیانا (به ایتالیایی: Pompeiana) یک کومونه در ایتالیا است که در استان ایمپریا واقع شده است. پومپیانا ۵٫۴ کیلومتر مربع مساحت و ۸۵۹ نفر جمعیت دارد و ۲۰۰ متر بالاتر از سطح دریا واقع شده است.